# Schwimmhilfe

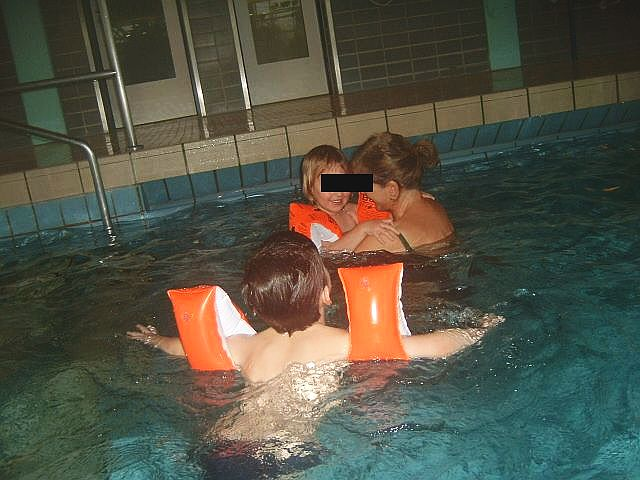
Kinder mit Armflügeln als Schwimmhilfe

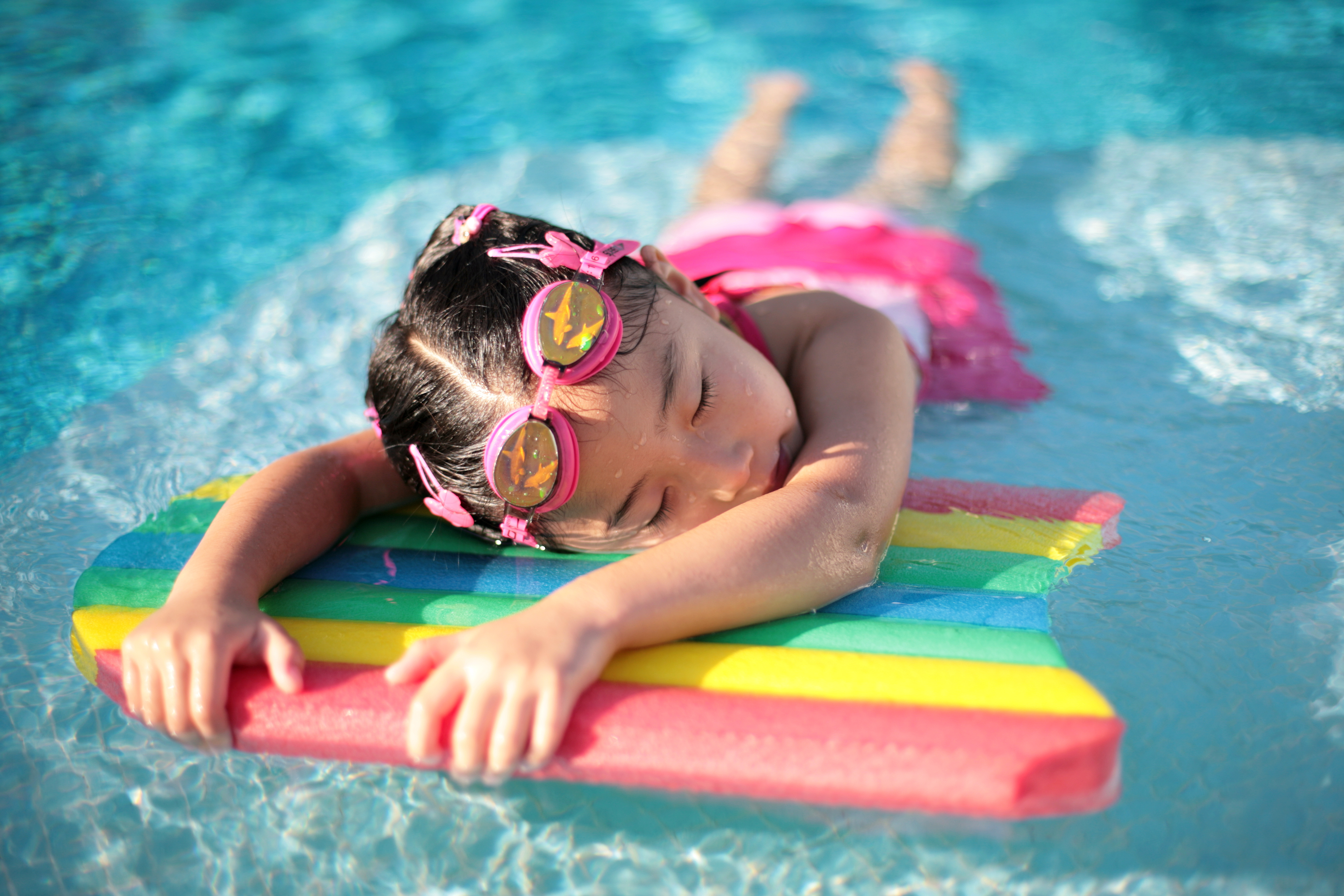
Kind mit Schwimmbrett

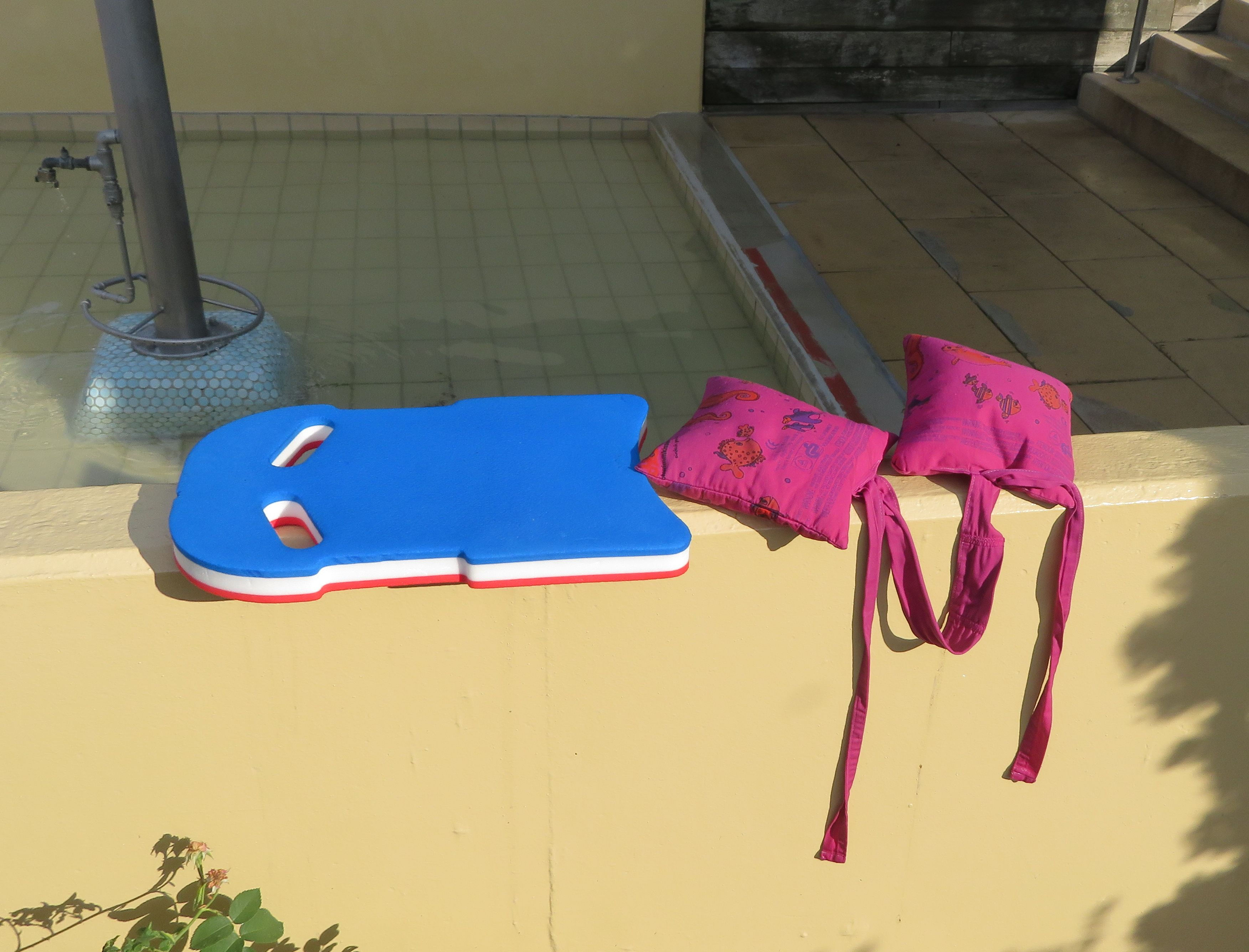
Schlori-Schwimmkissen und Schwimmbrett für den Seepferdchen-Schwimmkurs.

Schwimmhilfe ist die Bezeichnung für Hilfsmittel, die den Kraftaufwand beim Schwimmen reduzieren.
Je nach ihrem Verwendungszweck unterscheidet man zwei Arten von Schwimmhilfen: Erstens Schwimmhilfen, die Schwimmer (auch Schwimm-Anfänger) benutzen, um sich über Wasser zu halten oder um bestimmte Schwimmtechniken zu erlernen, und zweitens Schwimmhilfen, die es Sportlern, die bei der Ausübung ihres Sports häufig ins Wasser fallen (wie Kanuten und Wasserskiläufer), erlauben, mit weniger Mühe zu schwimmen.
Abzugrenzen sind Schwimmhilfen erstens von Hilfsmitteln zur Lebensrettung, die auch für den Ohnmachtsfall geeignet sein müssen (Rettungswesten), und zweitens von Wasserspielzeug (wie Wasserbällen, Luftmatratzen).

## Schwimmhilfen für Surfer, Kanuten …

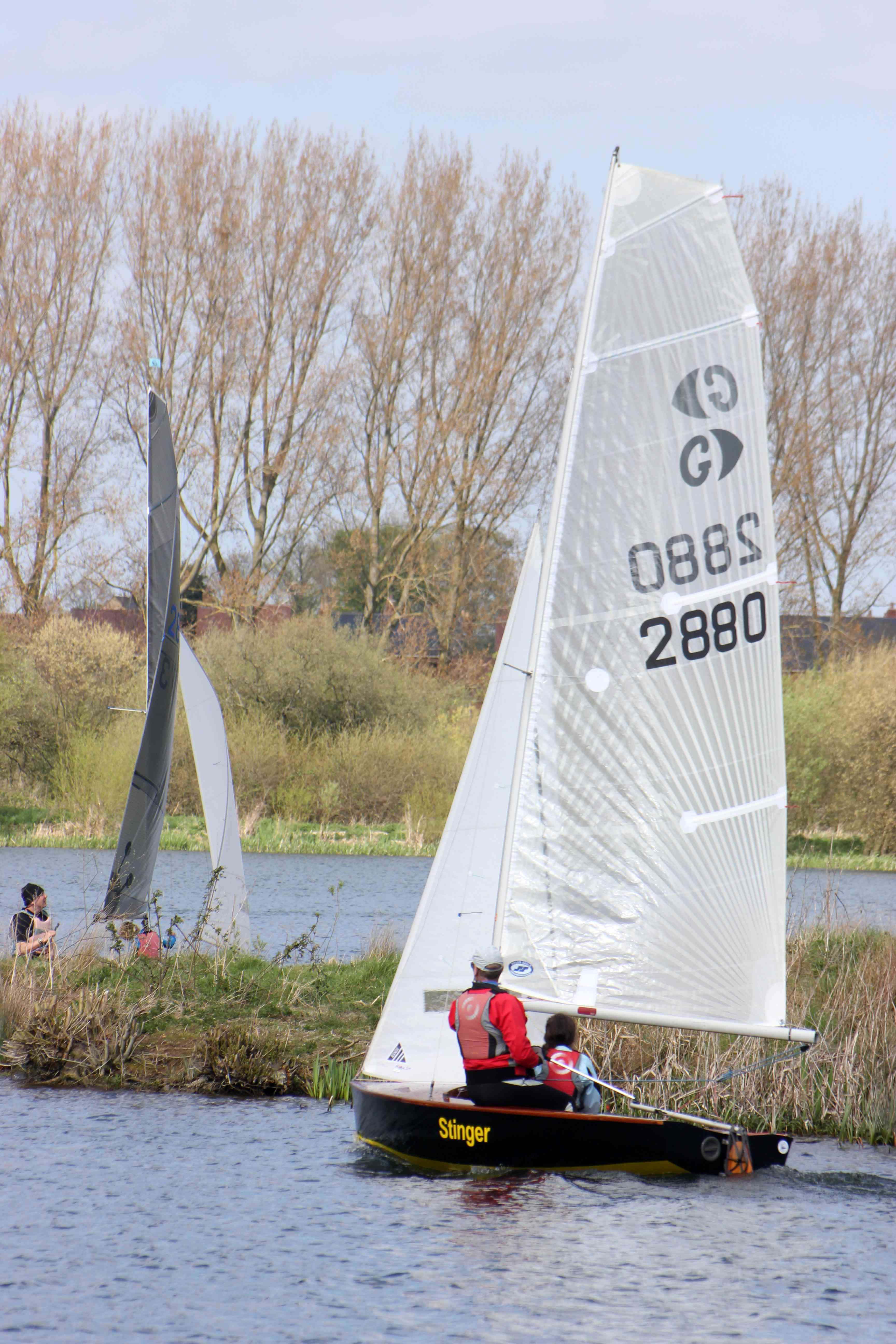
Jollensegler mit Schwimmhilfen

Nach DIN EN 393 weisen Schwimmhilfen einen Mindestauftrieb von 50 Newton auf, sind nicht ohnmachtssicher sowie nicht geeignet für Kinder unter 30 kg. Verwendet werden diese beispielsweise für das Jollensegeln, bei dem eine Rettungsweste zu sperrig wäre, oder beim Wildwasserpaddeln (auch in Verbindung mit einem Brustgurt). Die Rettungsweste zählt hingegen nicht zu den Schwimmhilfen, da Schwimmhilfen für Personen gedacht sind, die bei Bewusstsein sind, während Rettungswesten auch bewusstlosen Personen ein Überleben im Wasser ermöglichen sollen.

## Schwimmhilfen für Schwimmer

### Im deutschsprachigen Raum verbreitete Schwimmhilfen

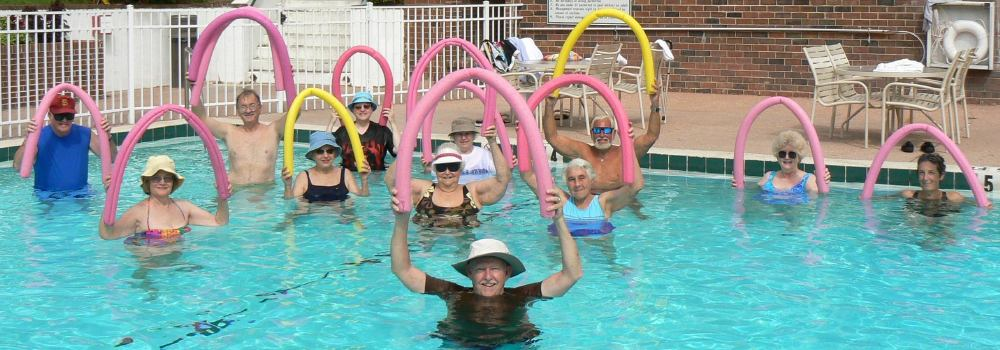
Gymnastik mit der Schwimmnudel

Zu den Schwimmhilfen zählen unter anderem Schwimmflügel, Schwimmflossen, Schwimmbretter, Pull Buoy, Schwimmreifen, Schwimmgürtel, Schwimmkissen und die sogenannte Schwimmnudel, sowie andere Geräte (vorwiegend aus PVC und Schaumpolystyrol), die durch ihren eigenen Auftrieb das Schwimmen unterstützen. Als sogenannter Gummikavalier wurde in den 1930er Jahren ein Schwimmreifen oder Schwimmring bezeichnet. Bekannt wurde der Begriff auch durch den Schlager aus dem Jahr 1927 „Amalie geht mit’m Gummikavalier“ von Siegwart Ehrlich.
Vollkommen ungeeignet als Schwimmhilfe und gefährlich ist aufblasbares Wasserspielzeug wie Gummitiere, Luftmatratzen oder Wasserbälle: Derartige Objekte entgleiten leicht beim Versuch, sich daran festzuhalten und werden vom Wind schnell fortgerissen. Die Windanfälligkeit kann auch zu einem schnellen Abdriften in Gefahrenzonen (Tiefwasserbereich, Strömungszone) führen; luftgefüllte Schwimmreifen sind als Schwimmhilfe in diesem Punkt kritisch zu beurteilen.

### Schwimmhilfen in den Vereinigten Staaten

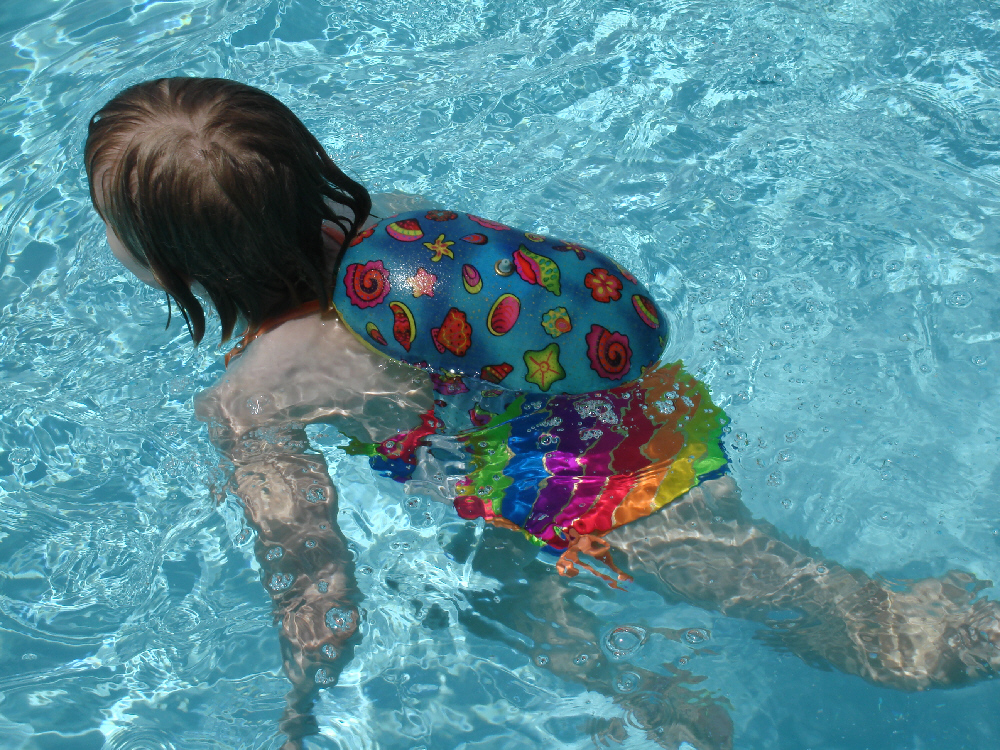
Amerikanische Schwimmanfängerin mit back bubble

In den Vereinigten Staaten wird im Anfänger-Schwimmunterricht der drei- bis fünfjährigen systematisch das Spontanschwimmen („Hundepaddeln“; engl. paddle swim) gefördert, um daraus anschließend das Kraulschwimmen zu entwickeln. Das Brustschwimmen erlernen amerikanische Kinder gar nicht oder erst später. Um das Spontanschwimmen zu ermutigen, werden Schwimmhilfen in großem Umfang als Unterrichtsmittel eingesetzt. Die meisten der in Deutschland üblichen Schwimmhilfen (wie Schwimmflügel) sind in den USA allerdings ungebräuchlich, da sie die Armarbeit und damit sowohl das Spontanschwimmen als auch das Kraulen behindern. An ihre Stelle treten in den USA luftgefüllte Schwimmkörper oder Schwimmkörper aus Schaumstoff (back bubble), die mit einem Gürtel am Rücken des Kindes befestigt werden. Die „Bubble“ hält das Kind nicht nur über Wasser, sondern bringt es gleichzeitig in die stabile Bauchlage, die für ein aktives Schwimmen erforderlich ist. Lernanfänger verwenden zusätzlich zur „Bubble“ ein weiteres Hilfsmittel wie eine Schwimmnudel (pool noodle) oder eine Schwimmhantel (bar float, swim bar, water barbell). Bei Letzterem handelt es sich um eine Kunststoffstange, an deren Enden zwei Schaumstoff-Schwimmkörper sitzen. Die Schwimmnudel oder Schwimmhantel wird unter die Achseln gelegt, sorgt für zusätzlichen Auftrieb und verhindert auch ein Versinken des Gesichts im Wasser.